# 阿瓦人
阿瓦人（Inkal Awa）又称库艾凯尔溪阿瓦人（西班牙語：Awa cuaiquer）世居厄瓜多尔北部安第斯山西麓。库艾凯尔溪今称圭萨溪，但“库艾凯尔溪人”一称在西班牙语中仍然常见。

## 种族灭绝
阿瓦人遭到哥伦比亚政府军右翼杀人小队和左翼FARC武装来回屠杀。2009年2月，十位阿瓦人被指为政府军信息代理人遭FARC 肆意处决；8月，包含四名儿童的十二位阿瓦人（来自同一家族）遭哥政府军杀害